# Tunku Ali Redhauddin Muhriz
Il tenente colonnello Zain Al-'Abidin ibni Tuanku Muhriz (Petaling Jaya, 26 aprile 1977) è un principe e dirigente d'azienda malese.

## Biografia
Tunku 'Abidin Muhriz è nato all'Ospedale universitario di Petaling Jaya il 26 aprile 1977 ed è il figlio primogenito di Muhriz di Negeri Sembilan e Tuanku Aishah Rohani. È stato educato presso la Sk Sri Inai and Alice Smith School di Kuala Lumpur e il Marlborough College di Marlborough. Nel 1998 si è laureato presso il Christ's College dell'Università di Cambridge. Nel 2001 ha conseguito un master presso la John F. Kennedy School of Government dell'Università di Harvard.
Dal 1998 al 2004 ha lavorato per McKinsey & Co principalmente nelle sedi di Londra, Hong Kong e Singapore. Dal 2004 al 2009 è stato vicepresidente anziano Khazanah Nasional Bhd. Per la stessa azienda, tra il 2009 e il 2010 è stato direttore degli investimenti. Dal 2010 è direttore  della Themed Attraction and Resorts Sdn Bhd; è anche presidente di Bumi Armada Berhad.
Il 23 febbraio 2009 presso la sala del trono dell'Istana Besar di Seri Menanti è stato investito del titolo di Tunku Besar di Seri Menanti. Il 10 novembre successivo è stato nominato tenente colonnello onorario dell'Esercito territoriale malese.
Nel 2014 è stato premiato dalla Young Global Leader.